# Rewolucja Atlantycka
Rewolucja Atlantycka, Rewolucja Zachodnia – termin wprowadzony przez historyków Roberta Palmera i Jacques'a Godechota. Oznacza okres  rewolucji i konfliktów, które miały miejsce w Europie i obu Amerykach na przełomie XVIII i XIX wieku. Wydarzenia te w poszczególnych krajach wzajemnie się inspirowały, stąd należy rozpatrywać je jako ciągły proces.
Są to między innymi:
- Rewolucja francuska
- Insurekcja kościuszkowska
- Wojna polsko-rosyjska (1792)
- Amerykańska wojna o niepodległość